# Transports dans la Sarthe
Les transports dans le département français de la Sarthe sont organisés autour de l'agglomération du Mans, préfecture et principale ville, au centre du département. Pour les transports routier et ferroviaire, Le Mans constitue le point de divergence des flux venant de l'Île-de-France et se dirigeant d'une part vers Rennes et la Bretagne, d'autre part vers Angers et Nantes.

## Transport routier

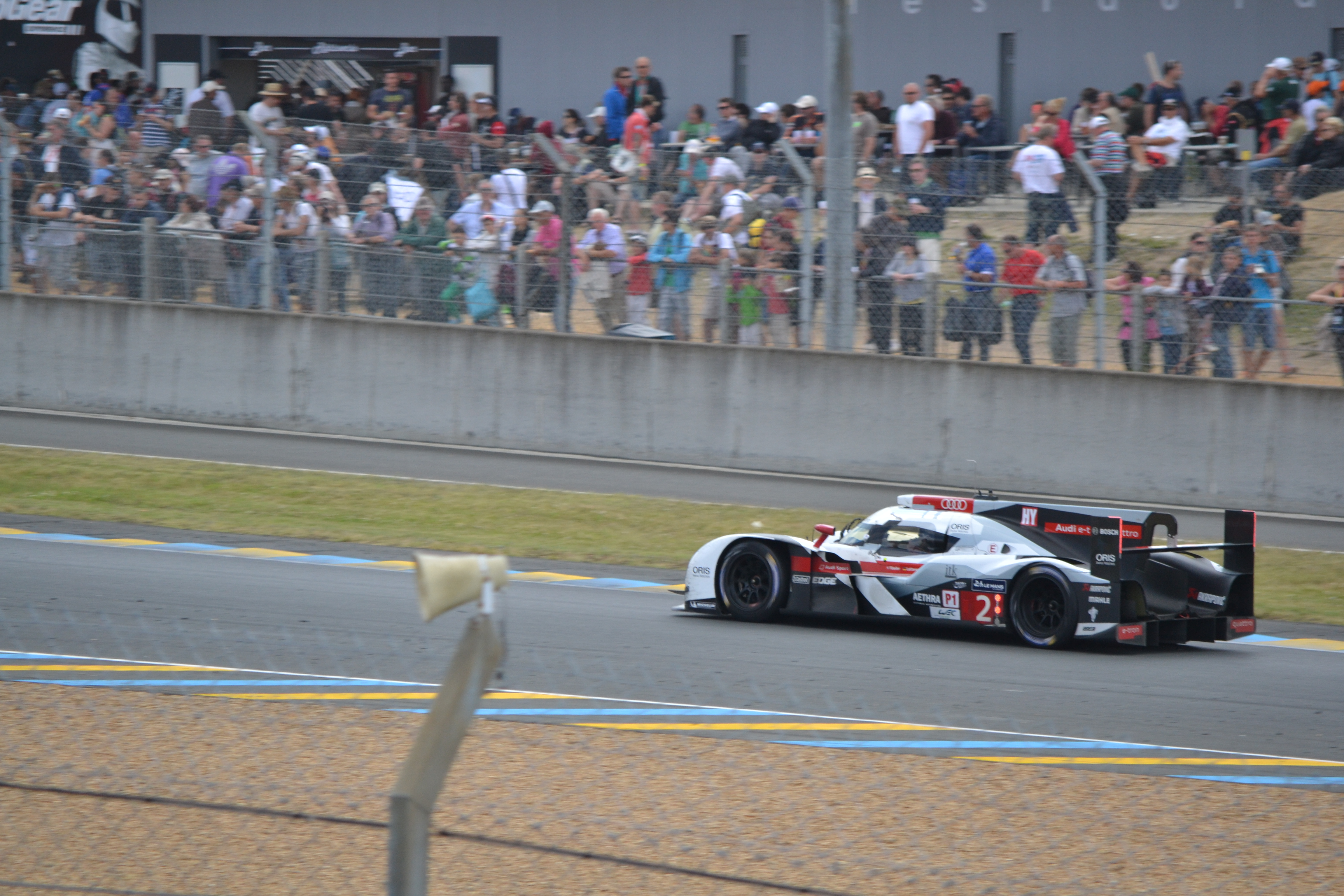
Les 24 Heures du Mans sont l'une des courses automobiles les plus prestigieuses au monde.

Le Mans, qui a joué un rôle majeur dans le développement de l'industrie automobile et du sport automobile, accueille chaque année la plus grande course d'endurance au monde, les 24 Heures du Mans, sur le circuit de la Sarthe.

### Infrastructures routières
Le Mans est au centre d'une étoile autoroutière à cinq branches : l'autoroute A11 relie Chartres et Paris au nord-est à Angers et Le Mans au sud-ouest, l'autoroute A81 conduit à Laval et Rennes à l'ouest, et l'autoroute A28 unit Tours au sud-est à Alençon et Rouen au nord. Ces autoroutes, toutes concédées et à péage, sont d'importance inégale : si plus de 30 000 véhicules circulent quotidiennement sur l'A11 vers Paris, à 2x3 voies, ils ne sont que 25 000 vers Nantes, 21 000 sur l'A81 vers Rennes et 12 000 à 15 000 sur l'A28 vers Tours et Rouen.
À la suite de la création de ces autoroutes et des déclassements survenus en 1972 et 2005-2006, le département ne compte plus aucune route nationale. Parmi les axes principaux du département, la déviation ou boucle sud du Mans permet de compléter la rocade initiée par les autoroutes et est partiellement aménagée à 2x2 voies.

### Transport collectif de voyageurs
La Sarthe est desservi par le réseau régional de transport routier Aléop (anciennement Transports interurbains de la Sarthe), qui exploite 16 lignes dans le département. Toutes ces lignes sauf 3 ont pour origine ou terminus la gare routière du Mans.

### Covoiturage et autopartage
La région Pays de la Loire subventionne le covoiturage domicile-travail réalisé via des applications en ligne.

## Transport ferroviaire

### Historique

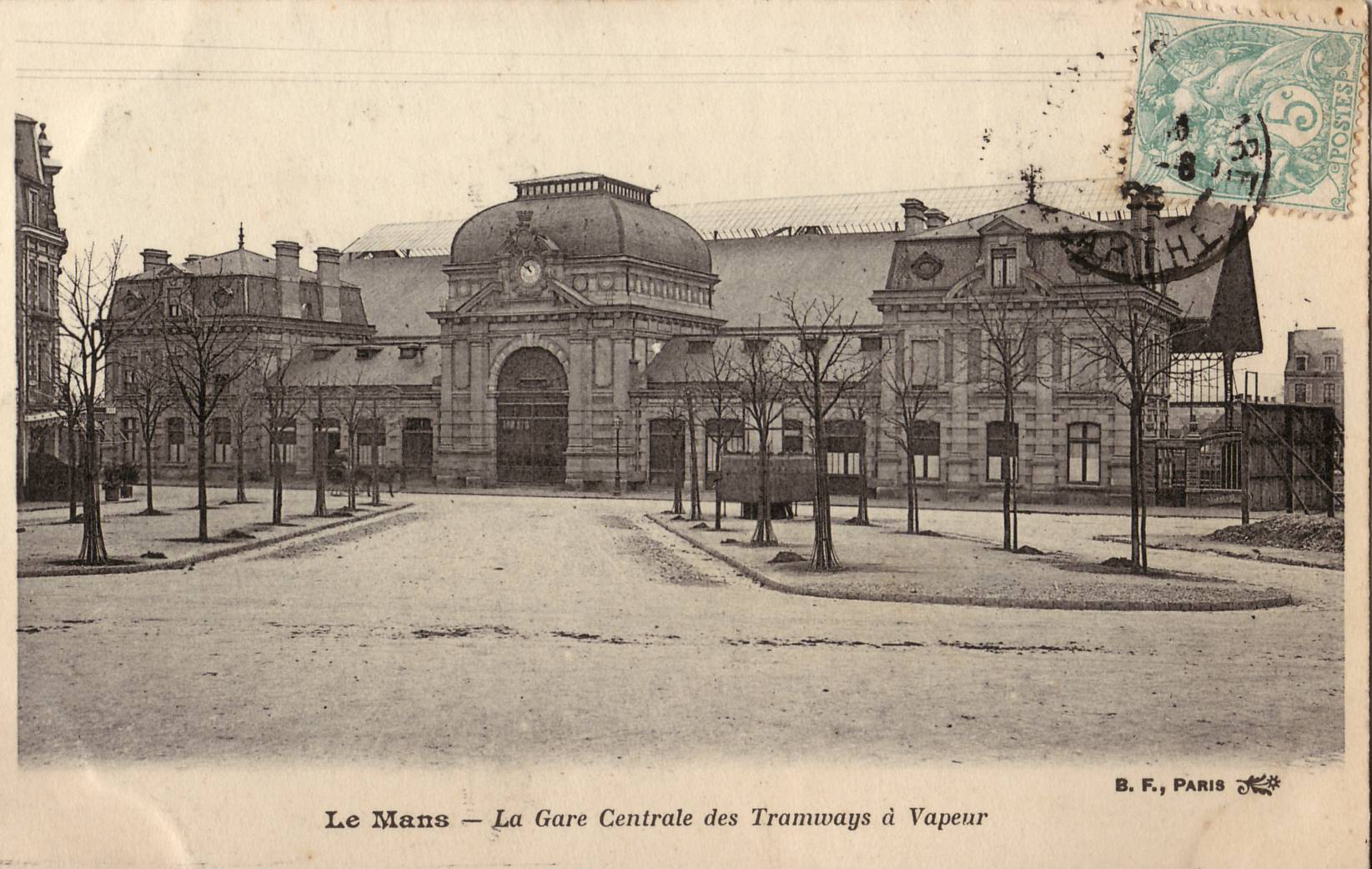
La gare du Mans-les-Halles des Tramways de la Sarthe.

La ligne de Paris-Montparnasse à Brest (ouverte en 1854 de Nogent-le-Rotrou au Mans et en 1855 du Mans à Laval) a été la première ligne de chemin de fer du département, suivie de près par la ligne du Mans à Alençon puis Mézidon (1856) et la ligne de Tours au Mans (1858). Le réseau d’intérêt général a principalement été développé par la Compagnie des chemins de fer de l'Ouest. À la fin du siècle, le chemin de fer d’intérêt général atteignait la plupart des villes et bourgs du département, dont Château-du-Loir, Fresnay-sur-Sarthe, La Ferté-Bernard, La Flèche, Le Lude, Le Mans, Loué, Mamers, Sablé-sur-Sarthe, Saint-Calais et Sillé-le-Guillaume.
La Sarthe a également été desservie à partir de 1882 par un réseau de plus de 400 km de chemins de fer d’intérêt local à écartement métrique, exploité par les Tramways de la Sarthe. Ce réseau a totalement disparu en 1947. Le Chemin de fer Mamers - Saint-Calais, bien qu'à écartement normal, était également classé d'intérêt local ; il survécut jusqu'en 1965 (voyageurs) et 1977 (marchandises).
Une importante gare de triage est créée au début du XXe siècle au sud du Mans. Paris - Le Mans sera en 1937 la première et seule ligne électrifiée hors banlieue parisienne par l'Administration des chemins de fer de l'État, qui avait racheté en 1908 la Compagnie de l'Ouest. En 1938, la création de la SNCF permet aux flux entre Paris et la basse Loire d'être détournés de l'itinéraire du Paris-Orléans vers celui, plus court, par Le Mans. En 1965, la caténaire est poursuivie vers Rennes, mais il faudra attendre 1983 pour que la ligne du Mans à Angers-Maître-École soit électrifiée, en même temps que la ligne de Tours à Saint-Nazaire.
En 1989, Le Mans n'est plus qu'à moins d'une heure de Paris grâce à la LGV Atlantique, dont l'extrémité se trouve à Connerré. En 2017, cette ligne est prolongée vers Rennes par la LGV Bretagne-Pays de la Loire, qui contourne Le Mans par le nord. Un raccordement à Sablé-sur-Sarthe permet également de gagner quelques minutes sur les trajets vers Angers et Nantes ; chose originale, ce raccordement est double, la virgule de Sablé permettant à des TER de relier Nantes à Rennes via Angers, Sablé et Laval en empruntant quelques minutes la LGV.
|                                             |
| Le réseau ferroviaire à son apogée en 1930. |

|                                     |
| Le réseau ferroviaire de nos jours. |

|                                                    |
| Carte animée de l’évolution du réseau ferroviaire. |

### Situation actuelle

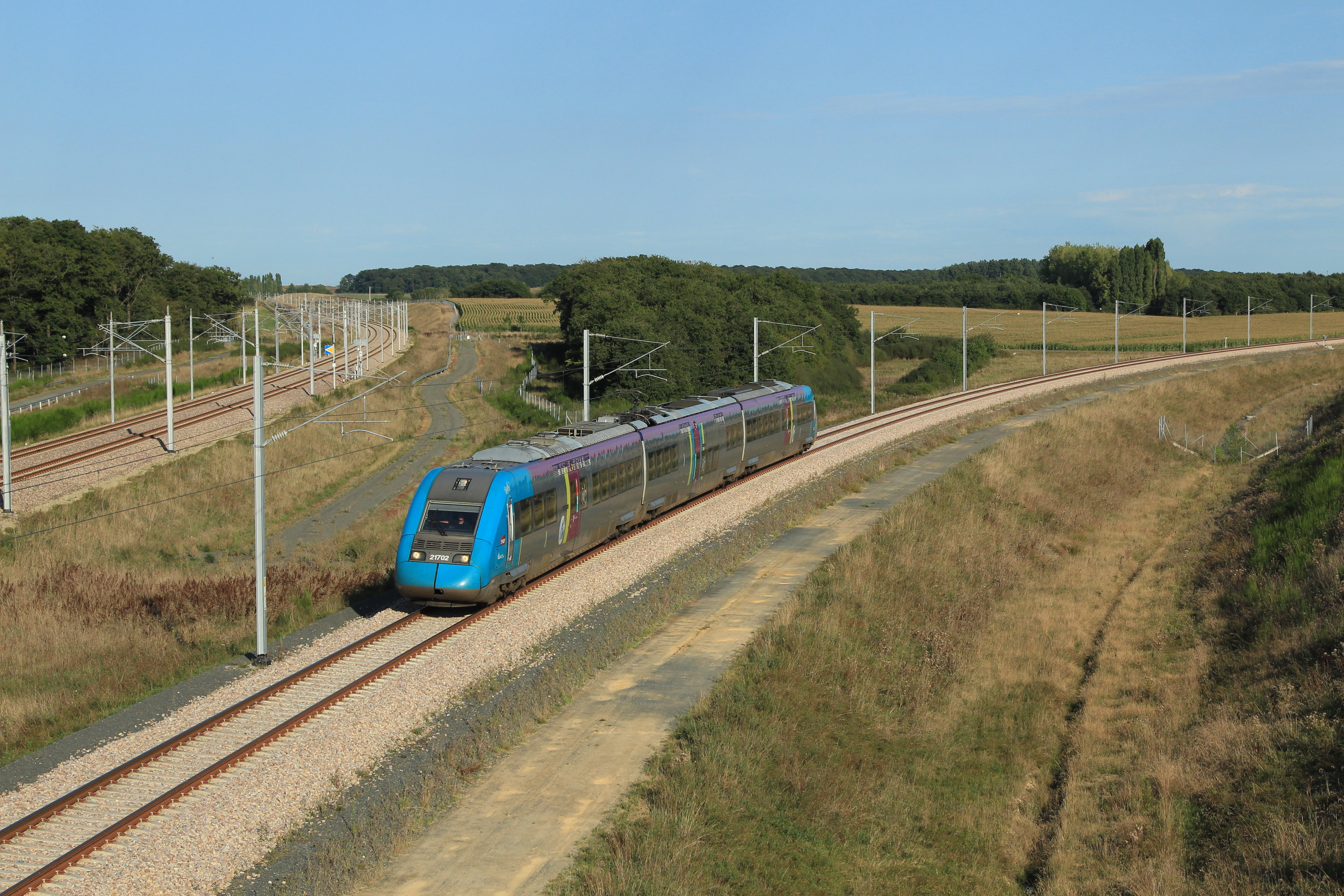
Un TER Nantes-Rennes sur la virgule de Sablé, à l'approche de la LGV Bretagne-Pays de la Loire.

Avec près de 5 000 000 voyageurs en 2019, la gare du Mans est la principale gare de voyageurs du département, desservie à la fois par des trains régionaux et par de nombreux TGV vers Paris-Montparnasse, Nantes et Rennes, mais aussi Lille, Bruxelles, Strasbourg, Lyon, Marseille et Montpellier.
Les principaux axes ferroviaires classiques du département sont la ligne de Paris-Montparnasse à Brest et la ligne du Mans à Angers-Maître-École, toutes deux à double voie et électrifiées. Elles sont doublées par la LGV Atlantique jusqu'à Connerré et par la LGV Bretagne-Pays de la Loire au-delà, qui comportent deux raccordements avec le réseau classique de part et d'autre du Mans et un raccordement double à Sablé-sur-Sarthe (virgule de Sablé).
La ligne de Tours au Mans et la ligne du Mans à Mézidon, bien qu'à double voie également, ont un trafic plus réduit et ne sont pas électrifiées.
Ces lignes sont parcourues par les trains TER Pays de la Loire (Aléop).
La ligne de Chartres à Bordeaux-Saint-Jean, qui traversait le sud-est du département, a pratiquement disparu.

## Transport fluvial
La Sarthe est navigable à partir du Mans, mais n'est accessible qu'à la navigation de plaisance (classe 0 CEMT).

## Transport aérien
L'aéroport Le Mans-Arnage n'accueille plus de ligne régulière mais connaît une fréquentation importante d'avions privés ou d'entreprises. Un aérodrome est également présent à La Flèche - Thorée-les-Pins.
Des TGV relient régulièrement Le Mans à l'aéroport de Paris-Charles de Gaulle, en 1 h 40 à 1 h 50.

## Transports en commun urbains et périurbains

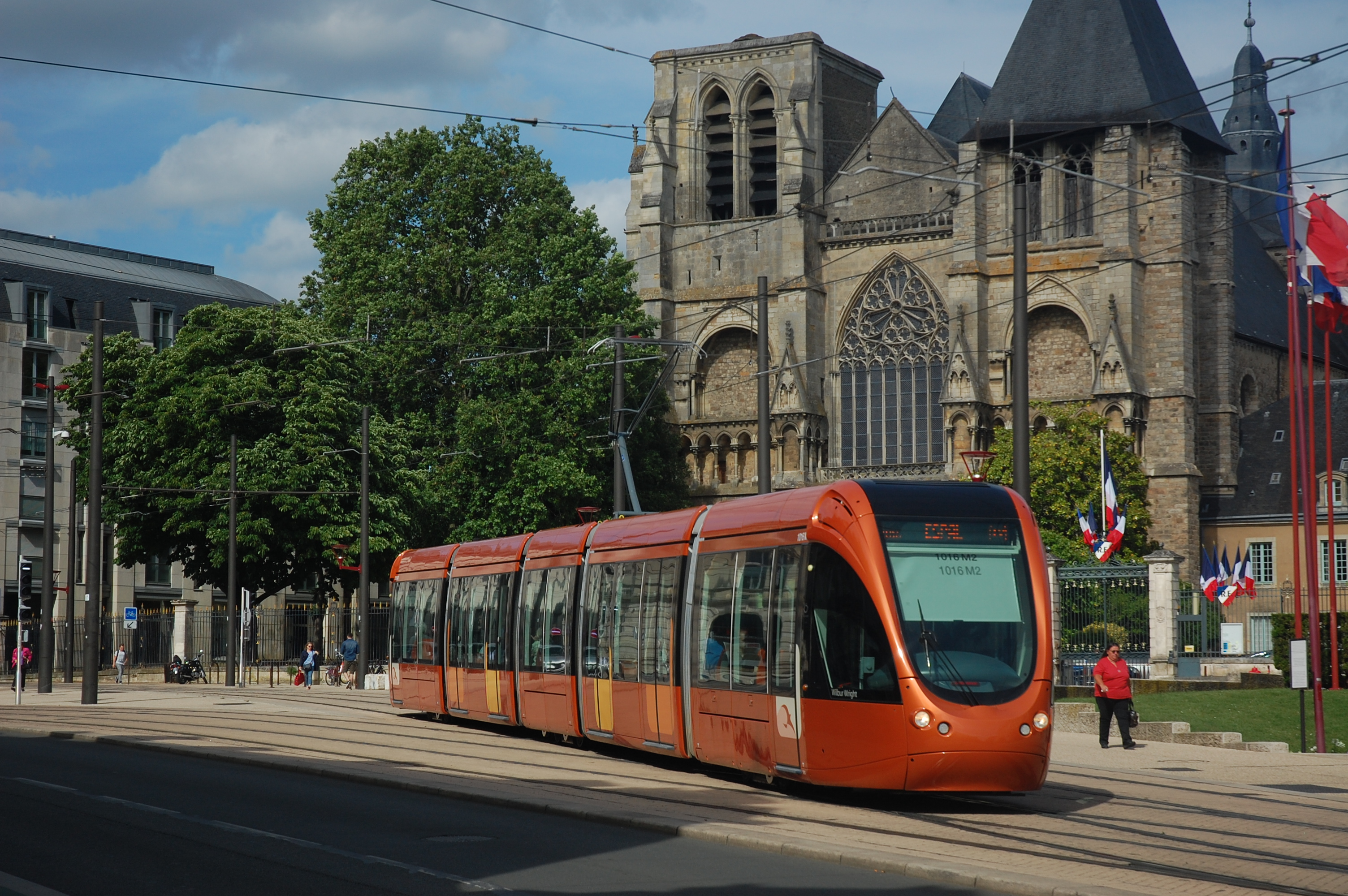
Une rame Alstom Citadis 302 du tramway du Mans.

Le Mans Métropole, la commune de Sablé-sur-Sarthe et la Communauté urbaine d'Alençon (qui comprend cinq communes dans la Sarthe) sont autorités organisatrices de la mobilité sur leur territoire et organisent des services de transport dans leur ressort territorial.
La Société d'économie mixte des transports en commun de l'agglomération mancelle (SETRAM) exploite un réseau de deux lignes de tramway, une ligne de bus à haut niveau de service, 23 lignes de bus régulières dont deux fonctionnant en tout ou partie en transport à la demande et 24 lignes de bus scolaires. Le Mans avait déjà été équipé d'un réseau de tramway électrique de 1897 à 1947 puis d'un réseau de trolleybus de 1944 à 1969.
Les transports urbains de la ville de Sablé-sur-Sarthe, nommés Réso, comptent deux lignes régulières d'autobus et trois lignes de transport à la demande.

## Modes actifs
Le département est traversé par plusieurs voies vertes, véloroutes et sentiers de grande randonnée.
Les véloroutes sont la Vélobuissonnière de Saint-Céneri-le-Gérei à La Flèche et la vallée du Loir à vélo de Loir en Vallée à Bazouges Cré sur Loir.